# ونگیرکی
ونگیرکی (به لاتین: Węgierki) یک روستا در لهستان است که در گمینا وژشنگا واقع شده‌است.